# Thomas R. Marshall
Thomas R. Marshall (n. 14 martie 1854 - d. 1 iunie 1925) a fost un politician american, Vicepreședinte al Statelor Unite ale Americii între 1913 și 1921.